# 中華黃金水母
中華黃金水母，又名印尼海刺水母，是旗口水母目游水母科黃金水母屬的其中一種。它們原產於印度洋-太平洋中部地區，其刺痛被認為是危險的。
中華黃金水母於1888年由恩斯特·萬霍芬首次描述，1910 年被認為是C. helvola的變種，1954年被認為是C. helvola的異名，而其他權威則認為它是其他各種黃金水母屬物種的異名。雖然中華黃金水母的模式標本顯然已不復存在，但印度洋中部太平洋地區的這一物種與東北太平洋地區（C. helvola被描述的地區）的親緣種以及其他地方的親緣種都有所不同。因此，最近的權威承認它是一個有效的物種。